# ジャック・ファティ
ドゥドゥ＝ジャック・ファティ（Doudou-Jacques Faty、1984年2月25日 - ）は、フランス・パリ近郊のヴィルヌーヴ＝サン＝ジョルジュ出身の元サッカー選手。現役時代のポジションはディフェンダー。セネガル、カーボベルデにルーツを持つ。
弟のリカルド・ファティもサッカー選手。

## 経歴
クレールフォンテーヌを卒業後、スタッド・レンヌの下部組織に入団し、2002年にプロ契約を結ぶ。
2005-06シーズン、ジョン・メンサーとグレゴリー・ブリヨンにレギュラーの座を奪われる。シーズン終盤に数試合に活躍するとフロントから慰留されるも、ボスマン・ルールでの移籍を決意。デシャンの就任が噂されるユヴェントスFC等から勧誘されたが、オリンピック・マルセイユでのプレーを決意し移籍した。
マルセイユではジュリアン・ロドリゲスとガエル・ジヴェのコンビの前に出番がなく、出場機会を求めてFCソショーに移籍した。
2013年、武漢卓爾足球倶楽部に移籍した。
2015年1月11日、シドニーFCに移籍した。
2016年、セントラルコースト・マリナーズFCに移籍した。

## 代表歴
世代別フランス代表ではキャプテンとしてチームをまとめ、2001年トリニダード・トバゴで開催されたFIFA U-17世界選手権で優勝する。
2009年9月5日アンゴラ代表との親善試合でセネガル代表として初出場した。

## タイトル
| シーズン | チーム           | タイトル                |
| -------- | ---------------- | ----------------------- |
| 2001     | U-17フランス代表 | FIFA U-17ワールドカップ |